# エチオピア人民民主共和国

エチオピア人民民主共和国
የኢትዮጵያ ሕዝባዊ ዲሞክራሲያዊ ሪፐብሊክ

国歌: ኢትዮጵያ, ኢትዮጵያ, ኢትዮጵያ ቂዳ ሚ（アムハラ語）
エチオピアよ、エチオピアよ、エチオピアよ全ての上であれ

1991年、政権崩壊時点でのエチオピア

エチオピア人民民主共和国（エチオピアじんみんみんしゅきょうわこく、アムハラ語: የኢትዮጵያ ሕዝባዊ ዴሞክራሲያዊ ሪፐብሊክ）は、1987年から1991年まで、エチオピアに存在した社会主義国家である。

## 概要
1974年以前には歴史的にも長期な帝政が敷かれていたが、メンギスツ・ハイレ・マリアム率いる軍部のクーデターに伴い帝政が打倒された（エチオピア革命）。革命から13年後の1987年に、1987年エチオピア憲法が制定されて、この国号を名乗るようになった。
メンギスツは国内の反対派を粛清、弾圧したため100万単位の人々が難民として国外脱出、また東側諸国への傾斜と国内の食糧問題を引き起こし、独裁者として統治した。エチオピア労働者党が一党独裁を敷いていたが、実際はメンギスツの息が吹き込まれた者の集まりであり、事実上メンギスツの独裁体制であった。後にこの出来事はエチオピア内戦へと直結し、エチオピア国家の崩壊を招いた。